# Timor Oriental en los Juegos Olímpicos de Tokio 2020
Timor Oriental estuvo representado en los Juegos Olímpicos de Tokio 2020 por tres deportistas, dos hombres y una mujer, que compitieron en dos deportes.
Los portadores de la bandera en la ceremonia de apertura fueron el atleta Felisberto de Deus y la nadadora Imelda Ximenes. El equipo olímpico timorense no obtuvo ninguna medalla en estos Juegos.